# Harry Wesley Coover Jr.
Harry Wesley Coover Jr (6 de marzo de 1917 – 26 de marzo de 2011) fue un Doctor en Química orgánica estadounidense  especializado en polímeros, trabajó por 40 años en la Compañía química Eastman Kodak Co. y fue el inventor del Eastman 910, que sería universalmente conocido como el  super bonder o super pegamento.

## Biografía
Harry Coover nació en Newark, Delaware en 1917, en su adolescencia tuvo un accidente de tránsito que lo dejó en coma por un mes y medio, una vez recuperado se trasladó a New York donde obtuvo una beca en Ciencias en el bachillerato del reconocido Instituto Hoobart. Ingresó a la Universidad Cornell donde se facultó como Doctor (PhD) en Química orgánica. 
Estaba desarrollando el proceso de síntesis de la vitamina B6 cuando Estados Unidos entró en la Segunda Guerra Mundial en 1941. Ingresó como practicante en la Kodak en 1942 y se le contrató en 1944, y su trabajo se sumó al esfuerzo de guerra investigando la síntesis de un polímero que pudiera ser usado como visor transparente para armas militares.  Estaba en ese proceso cuando sintetizó el cianoacrilato, cuyas características adhesivas no lo hacían apto para el fin buscado. Coover en el detallamiento de este polímero estudió sus propiedades y cuando quiso obtener el valor de Índice de refracción en un refractómetro Abbe, este adhirió a perpetuidad los prismas de este costoso instrumento arruinándolo. No obstante las reprimendas, Coover vio en su descubrimiento las bondades de un superpegamento el cual fue patentado por Kodak como Super Glue Eastman 910 y fue comercializado exitosamente. Coover desarrolló otros cianoacrilatos para funciones específicas.
Coover desarrolló este invento sintetizando dos tipos de cianoacrilatos sustituyendo el monómero metilo por, etilo y butilo creando diferentes variantes que incidían en la velocidad de secado, pero no en sus propiedades mecánico-adhesivas. Posteriormente Coover desarrolló las variedades de uso en la medicina traumatológica disolviendo el polímero en ésteres  como el éster etílico del ácido 2-ciano-2-propenoico y para uso medicinal se usa el diyodometil-p-tolisulfona o hidroxidifenil éter o bien el 2,4,4'tricloro-2'-hidroxidifenil éter con propiedades antibacterianas cuyo uso en  el frente de combate en la Guerra de Vietnam fue muy útil para salvar soldados gravemente heridos, sustituyendo las suturas de nilón por el pegado temporal de los tejidos dañados mientras eran trasladados a cirugía reparativa. 
Coover como empleado de Kodak desarrolló unas 460 patentes inventivas, que se tradujeron en 320 nuevos productos y al aumento de las ventas de 1.800 millones de dólares a 2.500 millones a la compañía. En 1951, fue jefe de desarrollo de la planta Kodak en Kingsport, Tennessee donde se radicó definitivamente.  En 1973, Coover ascendió a vicepresidente de desarrollo de Kodak hasta 1984.  Coover nunca obtuvo beneficio económico por sus invenciones ya que estaba en servidumbre de la empresa.  Coover más tarde fue promocionado como un-Consultor corporativo con clientela en el orbe.
Coover falleció en 2011 a los 94 años en su hogar en Kingsport a causa de una  congestión cardíaca.

## Galardones
Coover recibió el premio The Southern Chemist Man of the Year Award por sus destacados logros en innovación y creatividad individuales. También obtuvo el premio Earle B. Barnes al liderazgo en la gestión de la investigación química, el premio Maurice Holland, el premio IRI Achievement Award y fue medallista del Instituto de Investigación Industrial. En 1983, Coover fue elegido miembro de la Academia Nacional de Ingeniería. En 2004, Coover fue incluido en el Salón de la Fama de los Inventores Nacionales. En 2010, Coover recibió la Medalla Nacional de Tecnología e Innovación siendo galardonado por el presidente Barak Obama.